# Runaar
Runaar（ルナ、2001年12月26日 - ）は、日本の女性ミュージシャン。福岡県生まれ。血液型A型。3人兄弟の末っ子。シンガーソングライター。

## 略歴
ソニーミュージック､日本テレビ､GRIP､東急エージェンシー4社の合同プロジェクト､スタートアップ型成長ドキュメンタリー Story by Story SHIBUYAのオーディションに参加｡9/3000人(333倍)に選ばれ､2年後日本武道館1万人を埋め尽くせるアーティストになることを目標に活動を開始｡
名前の由来は何かを切り開く第一人者という意味の｢Pioneer｣と､アスリート型シンガー､走り続けるという意味の｢Runner｣にRUNAを掛け合わせたもの｡
SHOWROOM AWARD 2021ではトップランカー15名に選ばれ､その中から4名のみ選ばれる優秀トップランカーの賞として｢もっとも多くのチャレンジに挑んだライバー｣を受賞する｡

SHOWROOM (ストリーミングサービス)の前田裕二社長は､この受賞の理由について｢SHOWROOMイベントの参加数が物凄く多かったことはもちろん､配信外の活動も盛んに行われていて､内外問わず全力でぶつかっていくという姿勢が多くのライバーの方のお手本となった｡｣と受賞式にて語った｡

## 人物
- 好きなキャラクター･動物：パンダ[4]
- 好きな色:紫
- 好きな食べ物:地元福岡のごまサバ｡

## シングル
| 枚  | 発売日･公開日  | タイトル           | 備考                              |
| --- | -------------- | ------------------ | --------------------------------- |
| 1st | 2021年12月17日 | 冒険者のイントロ   | 作詞:Runaar 作曲:JIRO             |
| 2nd | 2022年7月1日   | サマーレース       | 作詞:Runaar 作曲:JIRO             |
| 3rd | 2022年9月7日   | 好きって最強。     | 作詞:Runaar 作曲:赤澤佑           |
| 4th | 2022年10月19日 | マニフェスト       | 作詞:Runaar 作曲:Yasuo Yamada     |
| 5th | 2022年11月30日 | オーダーメイド     | 作詞:Runaar 作曲:Jazzin' park     |
| 6th | 2023年7月5日   | ギミサマー         | 作詞:Runaar 作曲:マツムラユウスケ |
| 7th | 2024年12月26日 | シュガリードライブ | 作詞:Runaar 作曲・編曲:川瀬佑司   |

## ミニアルバム
| 枚  | 発売日･公開日  | タイトル         | 備考      |
| --- | -------------- | ---------------- | --------- |
| 1st | 2022年12月21日 | 冒険者のサントラ | 全7曲収録 |

## ライブ
| 公演日         | タイトル                                         | 会場    | 備考           |
| -------------- | ------------------------------------------------ | ------- | -------------- |
| 2022年12月26日 | 冒険者のイントロ - Runaar Very First Oneman Live | 渋谷WWW | Runaar初ライブ |